# Amicleia
Amicleia, ou mais comumente Amíclai (do grego antigo Ἀμύκλαι, Amýklai), foi uma antiga cidade da Lacônia, situada ao sul de Esparta.
Segundo a tradição preservada por Pausânias (3.1.3), autor do século II d.C., Amíclai foi fundada por Amíclas (Ἀμύκλας, Amýklas), filho de Lacedemão, rei de Esparta.